# George Brant Bridgman
George Brant Bridgman (5 november 1864 – 16 december 1943) was een Canadees-Amerikaanse schilder, schrijver en leraar op het gebied van anatomie en figuurtekenen. Bridgman doceerde zo'n 45 jaar lang anatomie voor kunstenaars aan de Art Students League of New York.

## Biografie en werk
Bridgman werd geboren in 1864 in de Provincie Canada. In zijn jeugd studeerde Bridgman kunst onder schilder en beeldhouwer Jean-Léon Gérôme aan de École des Beaux-Arts in Parijs, en later bij Gustave Boulanger. Het grootste deel van zijn leven woonde Bridgman in de Verenigde Staten, waar hij anatomie en figuurtekenen doceerde aan de Art Students League of New York (van 1898 tot 1900 en vervolgens van 1903 tot oktober 1943). Zijn opvolger bij Art Students League was Robert Beverly Hale. Bridgman heeft ook lessen gegeven aan de Grand Central School of Art en aan de American Bank Note Company.
Bridgman gebruikte doosvormen om de grootste massa's van de figuur (hoofd, borstkas en bekken) weer te geven, die hij met gebarenlijnen samenbond om "wiggen" of vereenvoudigde onderling verbonden vormen van het lichaam te creëren. 

## Opmerkelijke studenten
Onder zijn vele duizenden studenten bevond zich Norman Rockwell; in zijn autobiografie, My Adventures as an Illustrator (1960), sprak Rockwell lovend over Bridgman. Ongeveer 70.000 studenten studeerden bij Bridgman tijdens zijn vele jaren als leraar. Opmerkelijke studenten zijn onder meer: Will Eisner, Lee Krasner en Kimon Nicolaïdes.
Het schetsblok van Jackson Pollock bevat werk uit de boeken van Bridgman.

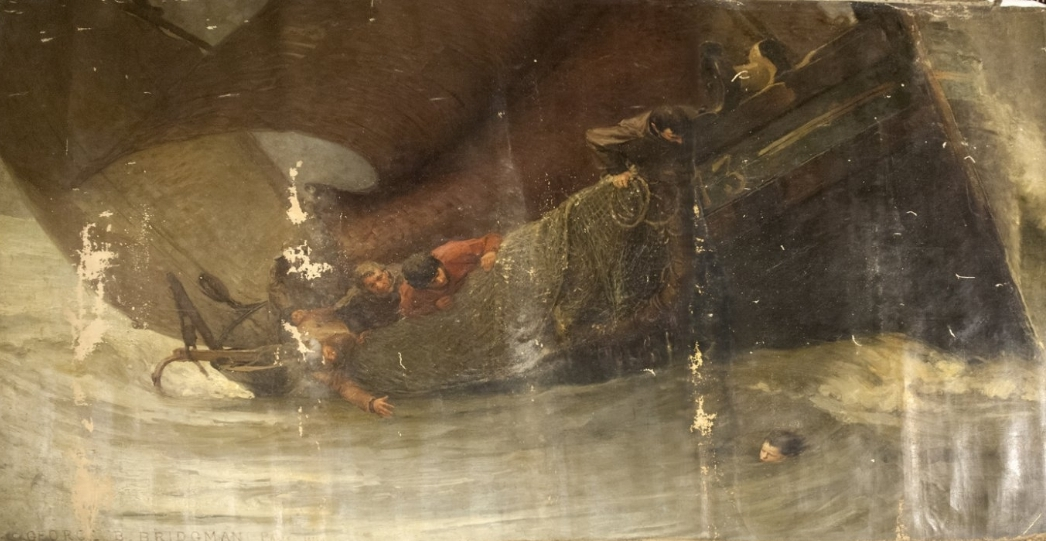
Rescue of a Youth Fallen Overboard from a Fishing Boat, 1888, (Collectie Albright-Knox Art Gallery, Buffalo, New York)